# Fallen Angels (serie televisiva)
Fallen Angels  è una serie televisiva statunitense in 15 episodi trasmessi per la prima volta nel corso di 2 stagioni dal 1993 al 1995.

## Descrizione
È una serie televisiva di tipo antologico neo-noir in cui ogni episodio rappresenta una storia a sé. Gli episodi sono storie di genere vario, dal poliziesco, al giallo e al drammatico.
È ambientata in una cupa Los Angeles subito dopo la seconda guerra mondiale e prima dell'elezione del presidente statunitense John F. Kennedy. Gli episodi, anche se girati a colori, imitano i film noir hollywoodiani degli anni 1940 e 1950 in termini di tono, aspetto e contenuti della storia. La serie si avvalse delle firme di noti registi, sceneggiatori, direttori della fotografia e attori. Alcuni attori hanno anche rivestito il ruolo di regista in alcuni episodi. Essi includono: Tom Cruise, Tom Hanks e Kiefer Sutherland.

## Guest star
Tra le tante guest star sono inclusi:
Prima stagione (1993)
- Gary Oldman, Gabrielle Anwar, Dan Hedaya, Wayne Knight e Meg Tilly
- Tom Hanks, Marg Helgenberger e Bruno Kirby
- Joe Mantegna and Bonnie Bedelia
- Peter Gallagher, Nancy Travis e Isabella Rossellini
- Laura Dern, Alan Rickman e Diane Lane
- Gary Busey, Tim Matheson e James Woods

Seconda stagione (1995)
- Mädchen Amick e Kiefer Sutherland
- Brendan Fraser e Peter Coyote
- Eric Stoltz
- Dana Delany e Benicio del Toro
- Bill Pullman e Heather Graham
- Miguel Ferrer e Peter Berg
- Michael Rooker e Christopher Lloyd
- Danny Glover e Valeria Golino
- Bill Nunn, Giancarlo Esposito e Cynda Williams

## Produzione
La serie, ideata da Sydney Pollack, fu prodotta da Mirage Enterprises, Propaganda Films e Showtime Networks e girata  a Los Angeles in California. Le musiche furono composte da Peter Bernstein. Tra i registi della serie sono accreditati Steven Soderbergh e Tom Cruise.

## Distribuzione
La serie fu trasmessa negli Stati Uniti dal 1993 al 1995 sulla rete televisiva Showtime. In Italia è stata trasmessa su Tele+ dal 1995 con il titolo Fallen Angels.
Alcune delle uscite internazionali sono state:
- in Portogallo il 20 marzo 1996 (Fallen Angels)
- in Germania il 24 marzo 2003 (Perfect Crimes)
- in Romania (Crime perfecte)
- in Francia (Fallen Angels)
- in Grecia (Teleia eglimata)
- in Italia (Fallen Angels)

## Episodi
| Stagione         | Episodi | Prima TV USA |
| ---------------- | ------- | ------------ |
| Prima stagione   | 6       | 1993         |
| Seconda stagione | 9       | 1995         |